# Herakles Farnezyjski
Herakles Farnezyjski (Herakles Farnese) – datowana na II lub III wiek marmurowa rzeźba przedstawiająca Heraklesa, będąca kopią niezachowanego brązowego oryginału dłuta Lizypa z IV wieku p.n.e. Obecnie znajduje się w zbiorach Narodowego Muzeum Archeologicznego w Neapolu.
Rzeźba została wykonana przez Glykona z Aten, o czym zaświadcza autograf autora wyryty na postumencie. Pierwotnie zdobiła Termy Karakalli w Rzymie, tam też została odkryta w latach 40. XVI wieku podczas prac wykopaliskowych zleconych przez papieża Pawła III. Renowacji rzeźby podjął się Guglielmo Della Porta, polecony do tego zadania przez Michała Anioła. Odtworzył on brakujące partie: lewą rękę i nogi postaci oraz uzupełnił pomniejsze ubytki. Oryginalne nogi Heraklesa zostały odnalezione kilka lat później, jednak wróciły one na swoje miejsce dopiero pod koniec XVIII wieku. Odrestaurowana rzeźba stała się własnością rodu Farnese i przez długie lata stanowiła ozdobę dziedzińca Palazzo Farnese. W 1787 przeniesiono ją do Neapolu.
Mierząca 3,17 metra wysokości rzeźba przedstawia odpoczywającego herosa, wspartego o swoją maczugę. Potężna muskulatura i realizm postaci były cenione, szczególnie przez artystów doby baroku. Inspirowali się nią między innymi Perino del Vaga, Annibale Carracci i Peter Paul Rubens, a sama rzeźba doczekała się licznych kopii. Jedna z nich znajduje się w Pałacu Na Wyspie w Łazienkach Królewskich, inna w Pałacu Tyszkiewczów-Potockich na Krakowskim Przedmieściu w Warszawie.